# Mackenzie County
Mackenzie County ist eine der lokalen Verwaltungseinheiten in Alberta, Kanada. Der Verwaltungsbezirk hat den Status einer „Specialized Municipality“, liegt in der Region Nord-Alberta und gehört zur „Census Division 17“. Der Bezirk wurde zum 1. Januar 1995 eingerichtet (incorporated als „Municipal District of Mackenzie No. 23“) und sein Verwaltungssitz befindet sich in Fort Vermilion.

## Lage
Die „Specialized Municipality“ liegt im äußersten Nordwesten der kanadischen Provinz Alberta und wird vom Hay River und dem Peace River durchflossen. In Nord-Süd-Richtung wird der Bezirk durch den Alberta Highway 35 durchquert, während in Ost-West-Richtung der Alberta Highway 58 verläuft. Im Südwesten, nördlich des Alberta Highway 58, liegt der Hay-Zama Wildland Provincial Park, ein geschütztes Wildnisgebiet um den Zama Lake.
|                           | Nordwest-Territorien                        | Improvement District 24 (Wood-Buffalo-Nationalpark) |
| British Columbia          | Kompassrose, die auf Nachbargemeinden zeigt | Wood Buffalo                                        |
| County of Northern Lights | Northern Sunrise County                     | Opportunity No. 17                                  |

## Bevölkerung
| Jahr | Erhebung          | Einwohner | Änderung | Fläche (km²) | Bev.-dichte (EW/km²) |
| ---- | ----------------- | --------- | -------- | ------------ | -------------------- |
| 2016 | Volkszählung 2016 | 11.171    | + 2,2 %  | 80.458,19    | 0,1                  |
| 2011 | Volkszählung 2011 | 10.927    | + 9,2 %  | 80.478,12    | 0,1                  |

## Gemeinden und Ortschaften
Folgende Gemeinden liegen innerhalb der Grenzen des Verwaltungsbezirks:
- Stadt (City): keine
- Kleinstadt (Town): High Level, Rainbow Lake
- Dorf (Village): keine
- Weiler (Hamlet): Fort Vermilion, La Crete, Zama City

Außerdem bestehen noch weitere, noch kleinere Ansiedlungen wie beispielsweise Sommerdörfer.